# Tasawaq (peuple)
Pour les articles homonymes, voir Tasawaq.
Les Tasawaq (appelés aussi Azawagh ou Isawaghen), sont des populations sédentaires vivent dans la région d'Agadez à Teggida n'Tessemt et dans l'oasis d'In Gall. Les Tasawaq sont considérés comme d’origine songhai mais vivant en symbiose avec les Touaregs nomades de la région. Ils parlent une langue qui appartient à un fond songhaï archaïque mais, influencée par la tamasheq.

## Tribus
La tasawaq est une langue parlée par les Issawaghen des villes de Ingall et Teggida n'Tessemt (8 000 locuteurs). À l'origine les Issawaghen sont composés de 4 tribus : Imesdraghan, Inusufa, inemeghrawen et Isheriffen. Maintenant ces différences sont mois marquées du fait des mariages. La base de ce parler est songhaï avec beaucoup de vocables tamasheq et arabes. Maintenant de plus en plus de haoussa se glisse dans ce parlé.
Il existe un parler très proche, l'Emgheshie encore parlé au début du XXe siècle à Agadez, mais aujourd'hui disparue.